# 火島之行
《火島之行》，白先勇短篇小說，發表於1965年《現代文學》第二十三期。
故事內容是寫一名住百老汇与一○三街的單身男林剛與三名妙齡女子杜娜娜、白美麗、金芸香去火島的海灘上玩水，後來林剛不小心溺水，被救護人員救起。其中的一位女孩子杜娜娜跟救護人員有好感，兩人相約去餐廳吃飯。在回程的車上，林剛請她們去看雷电城的踢踏舞，杜娜娜拒絕，说道，“你把我们送回旅馆去。”白美丽笑著說出她不去的原因，杜娜娜一時惱怒與其它人因細故起衝突，氣氛顯得尷尬，林剛趕忙圓場。